# فلورانس پتی

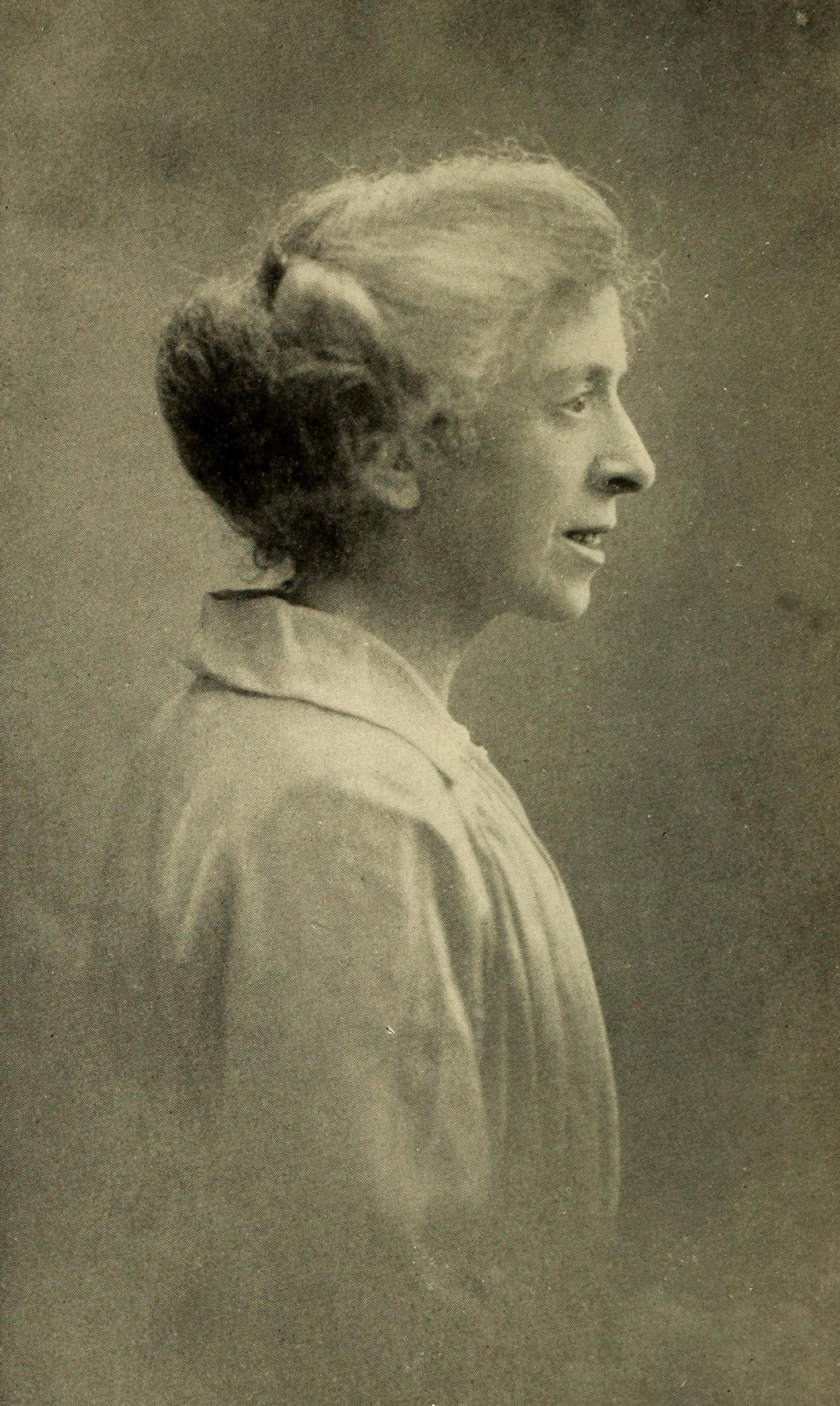
پتی (سال ۱۹۱۶)

فلورانس پتی (۱ دسامبر ۱۸۷۰–۱۸ نوامبر ۱۹۴۸) یک مددکار اجتماعی، نویسنده آشپزی و پخش کننده اسکاتلندی بود. در طول دهه ۱۹۰۰، در منطقه محروم سامرز تاون، شمال لندن، پتی کارهای اجتماعی را برای مدرسه مادران سنت پانکراس، که معمولاً به عنوان استقبال مادران و نوزادان شناخته می‌شود، انجام داد. او تظاهرات آشپزی برای زنان طبقه کارگر برگزار کرد تا آنها را به پختن غذاهای ارزان قیمت و مقوی عادت دهد. بیشتر دستورالعمل‌ها در خانه‌های زنان انجام می‌شد تا نشان دهند چگونه از تجهیزات و ظروف محدود خودشان استفاده کنند. از آنجایی که او ابتدا به زنان یاد داد که چگونه پودینگ سوت (ساده، شیرین و گوشتی) درست کنند، شاگردانش به او لقب «بانوی پودینگ» را دادند.
پتی در مورد آشپزی نوشت، آثاری را با هدف کسانی که درگیر کارهای اجتماعی بودند، منتشر کرد، از جمله کتاب آشپزی - کتاب دستور غذای بانوی پودینگ، با نکات عملی (۱۹۱۷) - و جزوه ای که مخاطبان عموم بود. هم جزوه و هم کتاب حاوی اطلاعات عملی در مورد نحوه ساخت و استفاده از جعبه یونجه به عنوان یک روش پخت و پز هستند، جایی که غذای گرم شده در یک جعبه عایق قرار داده می‌شود تا به طبخ ادامه دهد، دور از منبع گرما. پتی به‌عنوان سخنران و تظاهرکننده آشپزی برای انجمن ملی اصلاحات غذایی کار می‌کرد، و به دور بریتانیا سفر می‌کرد تا راه‌های مقرون‌به‌صرفه و مغذی برای آشپزی را با وجود افزایش قیمت غذا و کمبود مواد غذایی ناشی از جنگ جهانی اول نشان دهد. او در اواخر دهه ۱۹۲۰ و اوایل دهه ۱۹۳۰ در ایستگاه رادیویی 2LO برای بی‌بی‌سی، به عنوان بخشی از مجموعه برنامه‌های «گفت‌وگوهای خانگی» با هدف زنان خانه‌دار، پخش‌کننده غذا و بودجه بود. از سال ۱۹۱۴ تا اواسط دهه ۱۹۴۰، او به بریتانیا سفر کرد و در مورد مواد اولیه مقرون به صرفه و روش‌های آشپزی مقرون به صرفه سخنرانی کرد.
پتی تا زمان مرگش در سال ۱۹۴۸ در سن ۷۷ سالگی به کار ادامه داد. اگرچه هیچ روزنامه‌ای درگذشت او را منتشر نکرد، مورخان او را پیشگام نوآوری‌های مددکاری اجتماعی می‌دانند و رویکرد جدیدی را برای آموزش مدیریت داخلی معرفی می‌کنند. رویکرد او برای آموزش استفاده از غذای مقوی اما ارزان پیشروی روشی بود که توسط وزارت غذا در طول جنگ جهانی دوم اتخاذ شد.

## زندگی
فلورانس پتی در ۱ دسامبر ۱۸۷۰ در مونتروز، فورفار به دنیا آمد. او چهارمین فرزند از هفت فرزند دیوید جیمز پتی، کارمند یک تاجر چوب، و جین نوریس (née لوی) بود. او تا اوایل ۳۰ سالگی در مونتروز زندگی کرد تا اینکه به سوانلی، کنت نقل مکان کرد و در آنجا به باغبانی مشغول شد. او سپس با خواهرش، یک پرستار سابق، که در تاتنهام، شمال لندن زندگی می‌کرد، نقل مکان کرد.
پتی در مدرسه مادران سنت پانکراس (که معمولاً به عنوان استقبال مادران و نوزادان شناخته می‌شود) شروع به کار کرد که در منطقه محروم سامر تاون در شمال لندن فعال بود. چارلز بوث، نیکوکار، در نقشه فقر خود در سال ۱۸۸۹، زندگی و کار مردم در لندن، بخش زیادی از شهر سامرز - واقع بین ایستگاه‌های یوستون و سنت پانکراس - را در بدترین دسته طبقه‌بندی کرد: "بسیار فقیر، گاه به گاه. نیازهای مزمن" و "پایین‌ترین طبقه. شرور، نیمه جنایتکار". مردم محلی به این منطقه لقب "جهنم کوچک" داده‌اند. در اوایل قرن بیستم شهر سامرز سطح بالایی از فقر داشت. تا دهه ۱۹۲۰، به گفته رولاند جفری، مورخ معماری، این منطقه «یکی از فقیرانه‌ترین محله‌های فقیرنشین مرکز لندن» بود. در سال ۱۹۲۴، باسیل جلیکو، نایب کلیسای محلی مریم مقدس، در مورد ازدحام بیش از حد و فقر منطقه نوشت. در سال ۱۹۳۰ یکی از روزنامه نگاران این مسکن را به عنوان "لانه‌های پر از حیوانات موذی" توصیف کرد… بدترین کول‌های لندن… که در آن مادران از ترس موش‌ها و دیگر حیوانات موذی از هر توصیفی می‌ترسند فرزندان خود را به رختخواب بگذارند». استقبال مادران و نوزادان توسط انجمن مادران و نوزادان سنت پانکراس اداره می‌شد، سازمانی که برای مبارزه با نرخ بالای مرگ و میر نوزادان با آموزش مادران در زمینه تغذیه و مدیریت خانواده تشکیل شده‌است. 

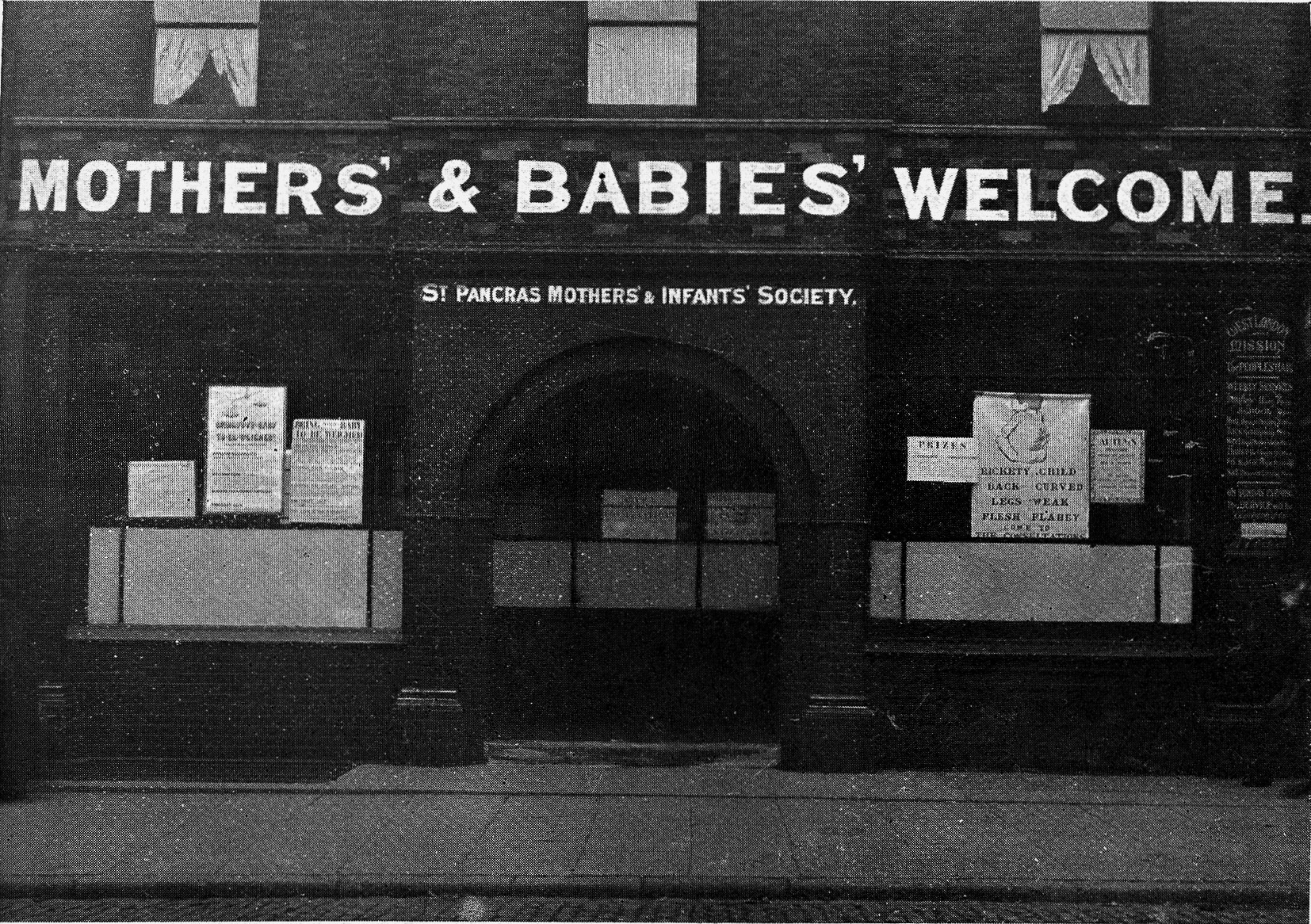
استقبال مادران و نوزادان در خیابان چالتون، خیابان یوستون

در میان فعالیت‌های دیگر، استقبال مادران و نوزادان، آموزش‌های آشپزی را برای مادران فراهم کرد، اما متوجه شدند که این موفقیت محدود بود، زیرا بسیاری از زنان فاقد تجهیزات یا ظروف اولیه در خانه بودند. پتی برای ارائه آموزش‌های آشپزی در خانه‌های خود زنان به کار گرفته شد و نشان داد که آنها چگونه می‌توانند از تجهیزات و ظروف موجود خود استفاده کنند.  رویکرد او ارائه شش درس بود تا نشان دهد مردم چگونه می‌توانند غذاهای ارزان و در عین حال مغذی بپزند. او در مورد وضعیت مالی و خانگی خانواده صحبت کرد و یک سری یادداشت برای کسانی که ملاقات کرد نوشت.
پتی خود را به عنوان یک «مدرس و نمایش دهنده در غذاهای بهداشتی» توصیف کرد. شاگردانش به او لقب «بانوی پودینگ» را دادند، زیرا در تلاش برای اینکه زنان به آشپزی منظم با استفاده از مواد آشنا و ارزان عادت کنند، در سه ماه اول تظاهرات او پودینگ‌های ساده، شیرین و گوشتی درست می‌کردند. زنان به توانایی خود در آشپزی افتخار می‌کردند. بلیک پرکینز، زندگی‌نامه‌نویس پتی در دیکشنری بیوگرافی ملی آکسفورد، معتقد است که یادداشت‌های او در مورد خانواده‌هایی که او آموزش می‌داد، «حقیقت هستند، اما در عین حال دلسوزانه هستند تا بالینی».

در سال ۱۹۱۰ The Mothers' and Babies' Welcome گزارشی از کار پتی در بانوی پودینگ: خروجی جدید در مددکاری اجتماعی منتشر کرد و تأثیر او را بررسی کرد. به گفته منتقد در بررسی سازمان خیریه، این کتاب کوتاه بود - در ۱۰۳ صفحه - و هدف آن "همه کسانی بود که می‌خواهند استانداردهای زندگی را در میان همشهریان فقیرتر ما بالا ببرند." در ویرایش دوم، منتشر شده در سال ۱۹۱۶، چارلز هچت، دبیر انجمن ملی اصلاحات غذایی (NFRA) - سازمانی که استانداردهای بالاتر در تولید مواد غذایی را ترویج می‌کرد و هدف آن "تنویر افکار عمومی در مورد مسائل رژیم غذایی" بود - نوشت که:
قهرمان کتاب، فلورانس پتی، دارد … تبدیل به یک دارایی عمومی شود و برای حل مشکلات ملی آن موهبت‌های نادر قلب و ذهن و تجربه منحصر به فردی را که به چنین شگفتی‌هایی دست یافته‌است، به ارمغان بیاورد. … در خانه‌های شهر سامرز

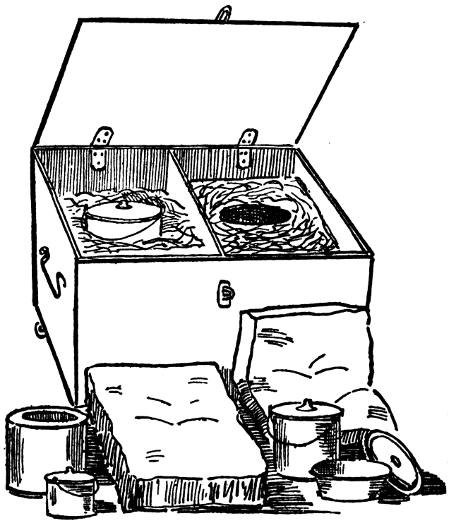
نمونه ای از جعبه یونجه با دو محفظه

اندکی پس از سال ۱۹۱۰، پتی در یک مرکز دندانپزشکی و پزشکی در نیوپورت، اسکس، که توسط اصلاح‌طلبان اجتماعی و نیکوکار لیدی مایر تأسیس شده بود، استخدام شد. او تا اکتبر ۱۹۱۴ در آنجا ماند تا زمانی که توسط NFRA به عنوان یک مدرس دوره‌گرد استخدام شد و سال بعد یک تور سخنرانی در سراسر بریتانیا برای نشان دادن مواد مقرون به صرفه و روش‌های آشپزی مقرون به صرفه به مخاطبان طبقه کارگر انجام داد.  رسانه‌های محلی فعالیت‌های او را در میان جاهای دیگر، لیورپول، آکسفورد، نانتویچ آبردین بیرمنگام، کاردیف و لیدز گزارش کردند. در مارس ۱۹۱۵ او در انجمن سلطنتی پزشکی به نمایندگی از انجمن ملی برای پیشگیری از مرگ و میر نوزادان و برای رفاه نوزادان سخنرانی کرد، و در فوریه و مارس ۱۹۱۶ او مجموعه ای از آنچه تایمز توصیف کرد ارائه کرد. سخنرانی‌های نمایشی" در مورد آشپزی زمان جنگ - با هدف مددکاران اجتماعی - در انجمن بهداشت وست مینستر. جنگ جهانی اول منجر به کمبود عرضه مواد غذایی از خارج از کشور شد و باعث تورم قیمت مواد غذایی در بریتانیا شد. اگرچه انگلستان از نظر کالاهایی مانند شیر و سیب زمینی تقریباً خودکفا بود، با پیشرفت جنگ، مصرف‌کنندگان با کمبود یا افزایش قیمت کره، گوشت خوک و گوشت گاو مواجه شدند. هزینه دنده گوشت گاو بین ژوئیه ۱۹۱۴ و نوامبر ۱۹۱۸ ۱۷٪ افزایش یافت. تخم مرغ در مدت مشابه ۴۱٪ افزایش یافت. هیئت تجارت تخمین زد که هزینه زندگی برای طبقه کارگر بین سالهای ۱۹۱۴ و ۱۹۱۶ ۴۵٪ افزایش یافته‌است. هزینه غذا در همان زمان ۶۱٪ افزایش یافت.

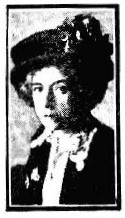
پتی، c. 1915

پتی حداقل یک جزوه برای NFRA در مورد "آشپزی بدون آتش" نوشت. مروری در The Lancet یک جعبه یونجه را به عنوان روش پخت و پز شرح داده شده در جزوه توصیف می‌کند. غذا قبل از قرار دادن در جعبه، جایی که پخت ادامه دارد، برای مدت کوتاهی گرم می‌شود. چون پخت با حرارت نهان تمام می‌شود، این روش باعث صرفه جویی در مصرف سوخت می‌شود.  این بروشور که در ژانویه ۱۹۱۷ منتشر شد، ۳۰۰۰۰ نسخه فروخته شد. در سال ۱۹۱۷ او یک کتاب آشپزی به نام کتاب دستور العمل خانم پودینگ با نکات کاربردی نوشت. این کار شامل ۳۰۰ دستور غذا با استفاده از انواع غذاهای اصلی بود. پتی با اذعان به اینکه برخی از مواد غذایی در جنگ جهانی اول در بریتانیا جیره‌بندی شده بودند، رویکرد خود را اینگونه توصیف کرد:
این روزها هر آشپز یا خانه‌دار خوبی یک میهن‌پرست خوب است. با انتخاب عاقلانه غذا و مراقبت در تهیه آن، او می‌تواند سهم خود را در استفاده حداکثری از منابع ملی انجام دهد. برای این منظور، تعدادی نکات کلی در کتاب گنجانده شده‌است و دستور العمل‌ها، در بیشتر موارد، بسیار مقرون به صرفه هستند.
کاترین بیتینگ، شیمیدان مواد غذایی، کتاب پتی را "هدیه ای مفید در زمان جنگ" توصیف کرد. پتی با ارائه توصیه‌های عملی برای کسانی که در خانه تجهیزات لازم برای تهیه غذاهای اولیه را نداشتند، دستورالعمل‌هایی برای ساخت اجاق از قالب بیسکویت و جزئیات نحوه ساخت جعبه یونجه (که می‌توان از آن برای انجام این کار نیز استفاده کرد، ارائه کرد. لباس‌های شسته شده، تمیز کردن قوطی‌ها و قابلمه‌ها و خنک نگه داشتن کره در هوای گرم). در سال اول انتشار، این کتاب ۲۰۰۰۰ نسخه فروخت. چهار بار در سال ۱۹۱۷ و یک بار در سال ۱۹۱۸ تجدید چاپ شد تا زمانی که کتاب دستور غذای پودینگ لیدی در سال ۱۹۱۷ منتشر شد، پتی یک بازرس بهداشتی واجد شرایط شده بود.
پس از جنگ، پتی به سخنرانی و نوشتن در مورد آشپزی ادامه داد. در سال ۱۹۲۱ او فصل‌هایی در مورد تغذیه و مراقبت از دندان‌های کودکان برای کتاب Hecht's The Gateway to Health نوشت، و در سال ۱۹۲۳ مقاله «آشپز به عنوان سازنده امپراتوری» را برای مجله مؤسسه بهداشتی سلطنتی نوشت. در سال ۱۹۲۲ او حداقل یکصد سخنرانی برای عموم ارائه کرد.
در سال ۱۹۲۸ پتی شروع به ارائه گفتگوها در رادیو در ایستگاه 2LO بی‌بی‌سی کرد، از جمله سخنرانی در مجموعه برنامه‌های گفتگوی خانگی. این برنامه یک پخش هفتگی محبوب با هدف زنان خانه‌دار بود، با مجریانی که شامل خانم کاتینگتون تیلور، مدیر موسسه خانه‌داری خوب بود. او سخنرانی‌هایی با عنوان «بهترین استفاده از حداقل دستمزد» و «شام برای یک هفته با حداقل دستمزد»،  و نیز موارد دیگر در مورد موضوعات پختن سبزیجات، پودینگ و رژیم غذایی کودکان به گفته مورخ فرهنگی مگی اندروز، برنامه‌های پخش او "رویکردی خانگی، اقتصادی و عمل گرایانه به پخت و پز و بودجه بندی" را نشان می‌دهد. پرکینز خاطرنشان می‌کند که او از طریق کارش در برنامه‌های گفتگوی خانگی یک پخش‌کننده محبوب بود.
پتی تا اواسط دهه ۱۹۴۰، زمانی که هفتاد ساله بود، به کار ادامه داد.  او بر اثر برونشیت حاد در ۱۸ نوامبر ۱۹۴۸ در خانه در Hampstead درگذشت.  هیچ روزنامه ای از او درگذشت. مورخ جولی ماری استرنج فعالیت‌های پتی را به عنوان "در خط مقدم نوآوری‌های ادواردایی در کار اجتماعی" توصیف کرد. به گفته مورخ الن راس، پتی "پیشگام زبان تازه حرفه ای مدیریت داخلی بود که زنان ثروتمند و فقیر را در سراسر اروپا در اوایل قرن بیستم به هم متصل می‌کرد". پرکینز معتقد است که دستور العمل‌ها و روش‌هایی که توسط پتی آموزش داده شده‌است "پیش از تلاش‌های جنگ جهانی دوم توسط وزارت غذا برای متقاعد کردن مردم مبنی بر اینکه جایگزینی مواد ارزان تر به جای مواد آشنا شایسته و حتی لذت بخش است" را نشان می‌دهد.

## آثار
- The Pudding Lady: A Departure New in Social Work (۱۹۱۰؛ نوشته شده با ME Bibby و EG Colles)اُسی‌ال‌سی ۹۰۶۵۵۹۹۶۱
- «آشپزی بی آتش» (۱۹۱۶؛ جزوه)
- کتاب دستور العمل بانوی پودینگ، با نکات کاربردی (۱۹۱۷)اُسی‌ال‌سی ۷۹۳۳۲۹۸۶۳
- فصل‌های «آشپزی و Vitamines» و «مراقبت از دندان‌های کودکان» که در دروازه سلامت نوشته چارلز هچت (۱۹۲۱) آمده‌است.اُسی‌ال‌سی ۵۶۲۲۳۷۶۶۵
  - فصل «آشپزی برای نوزادان و کودکان زیر سن مدرسه» موجود در Mothercraft: گزیده‌ای از دوره‌های سخنرانی در مورد مراقبت از نوزاد توسط انجمن ملی برای پیشگیری از مرگ و میر نوزادان (۱۹۳۱)اُسی‌ال‌سی ۲۹۴۴۰۳۵۲

## یادداشت‌
1. ↑  کاسه ها و قوطی ها را می توان با جوشاندن به مدت پنج دقیقه با کریستال های نوشابه تمیز کرد و سپس یک شبه گذاشت.[۴۳]

### روزنامه و مجله
- Davin, Anna (May 1978). "Imperialism and Motherhood". History Workshop. 5 (5): 9–65. doi:10.1093/hwj/5.1.9. JSTOR 4288158. PMID 11610463.
- "Fireless Cookery". The Lancet. 187 (4820): 169. 15 January 1916.
- "Household Talk: Miss Florence Petty: 'Some Boiled Puddings'". The Radio Times. No. 261. 28 September 1928. p. 22. ISSN 0033-8060.
- "Household Talk: Miss Florence Petty (The Pudding Lady): 'The Cooking of Vegetables'". The Radio Times. No. 245. 8 June 1928. p. 14. ISSN 0033-8060.
- "The Housing Question in London". Charity Organisation Review. 15 (90): 315–320. June 1904. JSTOR 43787862.
- Jeffery, Roland (2008). "Housing Happenings in Somers Town". Twentieth Century Architecture (9): 24–36. JSTOR 41859734.
- Martin, John (October 2019). "Saving the Nation from Starvation: The Heroic Age of Food Control, June 1917 to July 1918". Rural History. 30 (2): 181–196. doi:10.1017/S0956793319000141. S2CID 203478015.
- McC, M (December 1910). "The Pudding Lady by Miss Bibby and Others". Charity Organisation Review. 28 (168): 415. JSTOR 43788768.
- "Miss Florence Petty: 'Children's Diets'". The Radio Times. No. 361. 29 August 1930. p. 33. ISSN 0033-8060.
- "Miss Florence Petty: 'Dinners for a Week on a Minimum Wage'". The Radio Times. No. 330. 24 January 1930. p. 32. ISSN 0033-8060.
- "Miss Florence Petty: 'Making the Most of a Minimum Wage'". The Radio Times. No. 296. 31 May 1929. p. 26. ISSN 0033-8060.
- "Medical News". The British Medical Journal. 1 (2830): 579. 27 March 1915. JSTOR 25313150.
- Petty, Florence (1923). "The Cook as Empire Builder". Journal of the Royal Sanitary Institute. 44 (7): 267–270. doi:10.1177/146642402304400712. S2CID 221049461.

#### اخبار
- "The Actual Work". T. P.'s Weekly. 14 October 1910. p. 504.
- "Cookery Lectures". Oxfordshire Weekly News. 28 July 1915. p. 7.
- "Deaths". Kensington Post. 27 November 1948. p. 6.
- "Food Economy". Birmingham Daily Gazette. 19 October 1915. p. 8.
- "Home Made Loaves". The Times. 15 December 1915. p. 7.
- "House-keeping in War Time". Nantwich Guardian. 1 October 1915. p. 1.
- "A Lecture". Liverpool Daily Post. 4 October 1915. p. 1.
- "Lectures on Health". Aberdeen Press and Journal. 20 March 1915. p. 7.
- "Notices". Yorkshire Post and Leeds Intelligencer. 15 July 1915. p. 3.
- "Untitled". The Times. 12 February 1916. p. 9.
- "Village News and Notes". West Sussex County Times. 1 June 1945. p. 2.
- "Women's Institutes". Sevenoaks Chronicle and Kentish Advertiser. 3 March 1944. p. 6.
- "Work of the Women". Western Mail. 7 June 1915. p. 8.

#### وبگاه
- Davies, Sue (30 May 2014). "The St Pancras School for Mothers". Wellcome Library. Retrieved 15 May 2020.
- "London's Pulse: Medical Officer of Health reports 1848–1972". Wellcome Library. Retrieved 15 May 2020.

### پایان‌نامه و دانشنامه
- Buckley, Michael Dennis (2009). Recipe for Reform: The Food Economy Movement in Britain During the First World War (PhD). University of California. OCLC 769458004. Retrieved 7 March 2023.
- Perkins, Blake (2014). "Petty, Florence (1870–1948)". Oxford Dictionary of National Biography (online ed.). Oxford University Press. doi:10.1093/ref:odnb/106197. (Subscription or UK public library membership required.)